# Свещени животни в Древен Египет
Под свещени животни в Древен Египет се разбират почитаните в тази страна в култове, свързани със зоолатрия - обожествяване на живи представители на фауната. Почитта към тях е един от основните белези на древноегипетската религия и вероятно произхожда от по-ранни тотемични практики. В римско време Страбон отбелязва, че единствено бикове Апис и Мневис са смятани за богове, а останалите животни с подобна функция  — само за свещени животни.
Предполага се, че в селищата, възникнали през Додинастическата епоха на основата на различни родове, животините, на които се приписва родоначалничество им, се превръщат в божества-покровители на тези места. В резултат на синкретизма с антропоморфни божества, те приемат хибридната форма, приличайки и на хора, и на животни. Животни, считани за техни въплъщения са помещавани в специално отредени им светилища – в Медамут, в близост до Тива, зад Храма на Монту е открит малък храм, посветен на зооморфно божество.
Едва в Късния период всеки ном (сепат) се сдобива със свое почитано животно. Свещените животни могат да бъдат и повече, но първоначално зад храмовата ограда е било затваряно само 1 животно от точно определен вид, подбрано според редица отличителни белези, точно определени от традицията и обичаите. Отглежда се при храма и получава дарове от поклонниците, а след смъртта си бива мумифицирано и полагано  в голяма гробница. Най-известен сред животните в това отношение е бикът, почитан под формата на индивиди, с имената Апис (черен бик с няколко бели петна), Мневис (черен бик) и Бухис (бял бик с няколко черни петна). Самите животни са многобройни и от над 40 различни вида. Според Херодот, сред тях са нилския крокодил — в определени номи, най-вече във Фаюм, както и хипопотамът — в нома Папремис. Имало е и свещени видри, а някои ципокрили насекоми, змиорки и гъски от поречието на Нил са били посветени на реката.
Археологически разкопки, отнасящи се до по-късните епохи от историята на Древен Египет потвърждават твърдението на Херодот, че мъртвите животни били балсамирани и погребвани в некрополи. Некропол на котки има в Бубастис, на мишки и ястреби — в Буто, на ибиси — в Хермополис. Кучета и фараонови плъхове са погребвани до градовете, където са живели. Открити са и некрополи на крокодили в Ком Омбо и Манфалут. Некрополи на соколи са открити навсякъде из Египет. Херодот добавя и това, че посветените на Зевс (Амон) змии са погребвани в неговия храм.